# Scottish Football Federation
Ne doit pas être confondu avec Fédération écossaise de football.
La Scottish Football Federation est une ancienne compétition de football en Écosse créée en 1891 et disparue en 1893.
Elle n'a connu que deux saisons car elle a été victime, en 1893, de la création de la deuxième division du championnat d'Écosse par la Scottish Football League. En effet, même si Motherwell est la seule équipe de la fédération à avoir été directement choisie pour participer à la nouvelle D2, quatre autres clubs (Albion Rovers, Arthurlie, Royal Albert et Wishaw Thistle (en)) la quittèrent pour rejoindre la Scottish Football Alliance qui, elle, avait été pillée par la D2 et avait besoin de se reconstruire.

## Membres
- Albion Rovers : 1891-93
- Arthurlie : 1891–93
- Burnbank Swifts (en) : 1891–92
- Clydebank : 1891-93
- East Stirlingshire : 1892-93
- Falkirk : 1891–93
- Glasgow Wanderers : 1891-92
- Hurlford : 1891-92
- Kilmarnock Athletic : 1891-92
- Motherwell : 1891-93
- Neilston (en) : 1892-93
- Pollokshaws : 1891-93
- Royal Albert : 1891–93
- Wishaw Thistle (en) : 1891–93

## Champions
- 1891–92 : Arthurlie
- 1892–93 : Royal Albert

## Postérité
Une autre compétition portant le même nom mais non liée directement à celle-ci, a commencé à être disputée en 1898-99 (avec la présence d'équipes réserves) mais n'a pas duré plus que quelques matches. Les clubs participants étaient Beith, Cameronians, Cartvale, Clyde 'A', Dykehead, Kilbarchan, Linthouse, Neilston (en), Partick Thistle 'A' et Saint Mirren 'A'.